# Georg Klingenberg

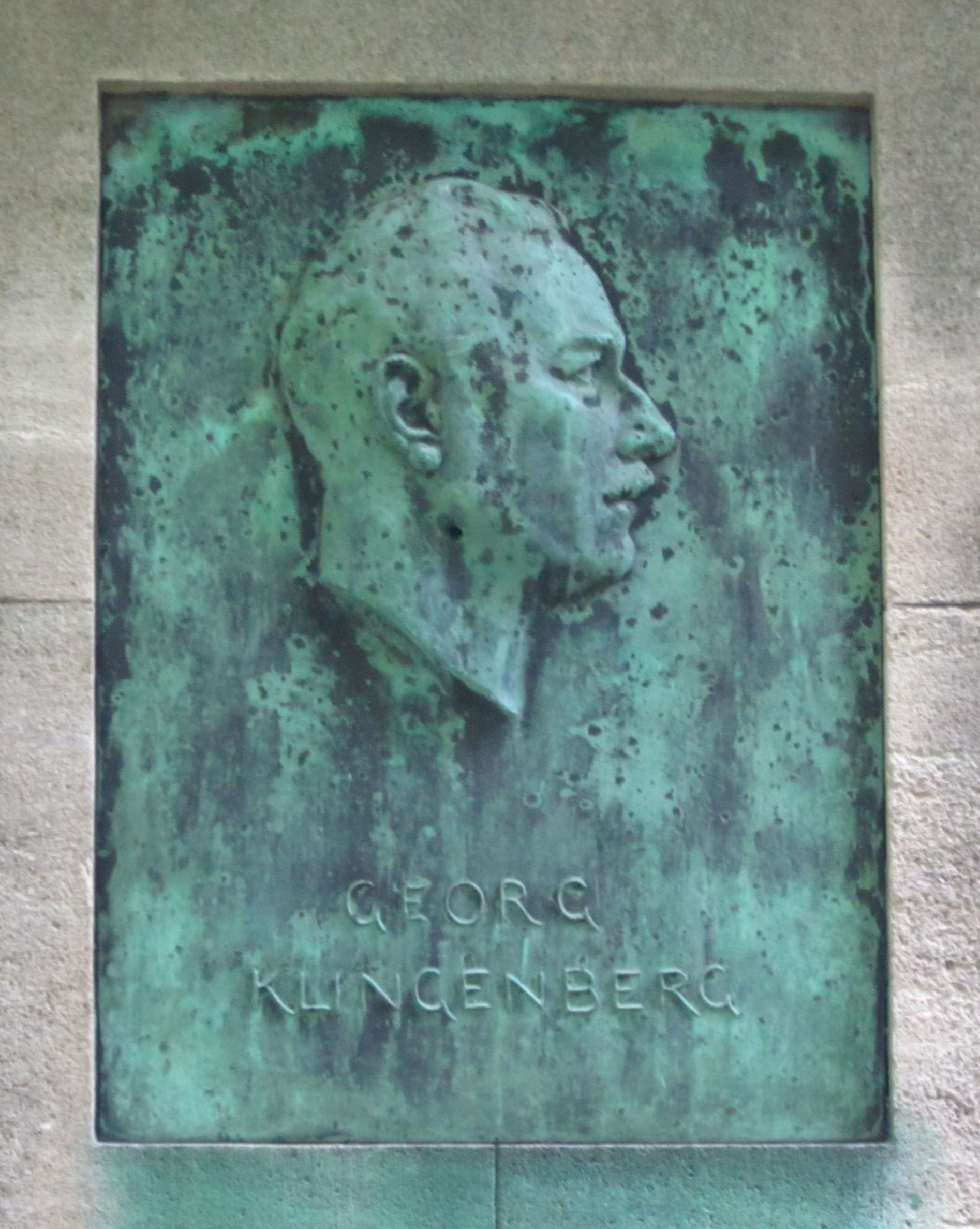
Porträtrelief von Georg Klingenberg auf seinem Grab, geschaffen von Fritz Klimsch

Ernst Georg Klingenberg (* 28. November 1870 in Hamburg; † 7. Dezember 1925 in Berlin-Charlottenburg) war ein deutscher Elektrotechniker und Ingenieur, der durch seine innovativen Konzepte für den Kraftwerksbau bekannt wurde.
Georg Klingenberg sollte nicht mit seinem Bruder verwechselt werden, dem Architekten Waltar bzw. Walter Klingenberg, der gemeinsam mit seinem Büropartner Werner Issel für die AEG viele von Georg Klingenberg konzipierte Kraftwerke ausführte.

## Leben
Der Sohn des Hamburger Architekten Ludwig Klingenberg erhielt seine Schulausbildung in Oldenburg und Osnabrück. Anschließend studierte er an der Technischen Hochschule (Berlin-)Charlottenburg Maschinenbau, Elektrotechnik, Mathematik und Physik.
Nach seinem Abschluss arbeitete er bis 1899 als Assistent bei Adolf Slaby am Elektrotechnischen Laboratorium der Hochschule. Nach seiner 1895 an der Universität Rostock erfolgten Promotion zum Dr. phil. (mit einer Dissertation über Längenänderungen des Eisens unter dem Einfluss des Magnetismus) habilitierte er sich im Jahr 1896 mit einer Schrift zum Einfluss der Spannungshöhe auf die Fortleitungskosten bei elektrischen Fernleitungen. Daraufhin erhielt er von der technischen Hochschule Charlottenburg einen Lehrauftrag zur Erzeugung und Verteilung elektrischer Energie, den er bis 1910 ausübte.

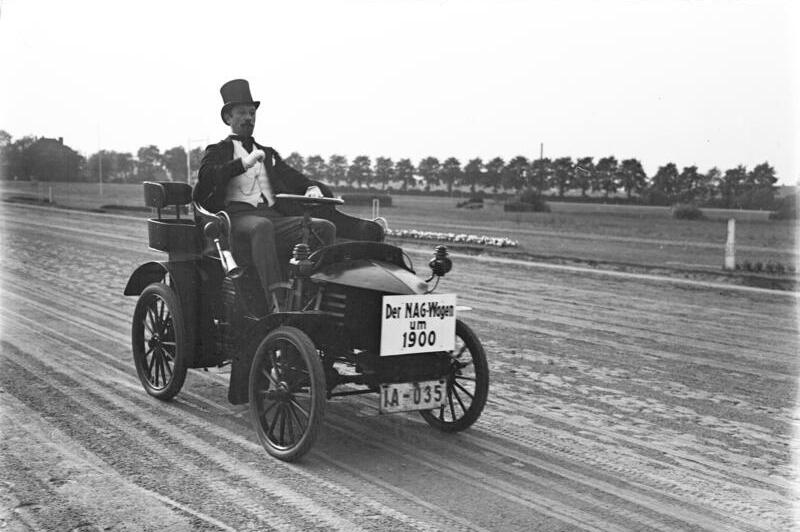
Klingenberg-NAG-Wagen aus dem Jahr 1900

Die Neue Automobil-Gesellschaft (NAG) (ein Tochterunternehmen der AEG) produzierte 1901 ein von Klingenberg entwickeltes Automobil mit Ottomotor, den „K-Wagen“ (oder „Klingenberg-Wagen“), der große Beachtung in der Fachwelt fand. Seit 1902 arbeitete er parallel zu seiner Tätigkeit an der Hochschule dauernd für die AEG, die nicht nur Turbinen und Generatoren, sondern auch ganze Kraftwerke baute. Er konzentrierte sich seither weitestgehend auf den Kraftwerksbau, seine Leistungen auf diesem Gebiet waren für die AEG so wertvoll, dass er 1910 (nach anderen Quellen bereits 1902) als Nachfolger Walther Rathenaus in den Vorstand berufen wurde, dem er bis zu seinem Tod angehörte.
Aus der Perspektive des Ingenieurs machte er sich auch über die Strukturen der Elektrizitätswirtschaft Gedanken: Er wandte sich gegen Kraftwerke in kommunalem Besitz mit kleinem Versorgungsgebiet und propagierte stattdessen privatwirtschaftlich organisierte Energieunternehmen mit mehreren Kraftwerken und großem Versorgungsgebiet als technisch und wirtschaftlich vorteilhaft. 1918 erhielt Klingenberg die Ehrendoktorwürde (Dr.-Ing. E. h.) der Technischen Hochschule (Berlin-)Charlottenburg, außerdem besaß er die Ehrentitel „Professor“ und „Geheimer Baurat“. Von 1922 bis zu seinem Tod im Dezember 1925 war er Vorsitzender des Vereins Deutscher Ingenieure (VDI). Parallel dazu saß Klingenberg dem Deutschen Verband Technisch-Wissenschaftlicher Vereine vor. Von 1914 bis 1919 war er bereits Vorsitzender des Verbandes Deutscher Elektrotechniker (VDE) gewesen.

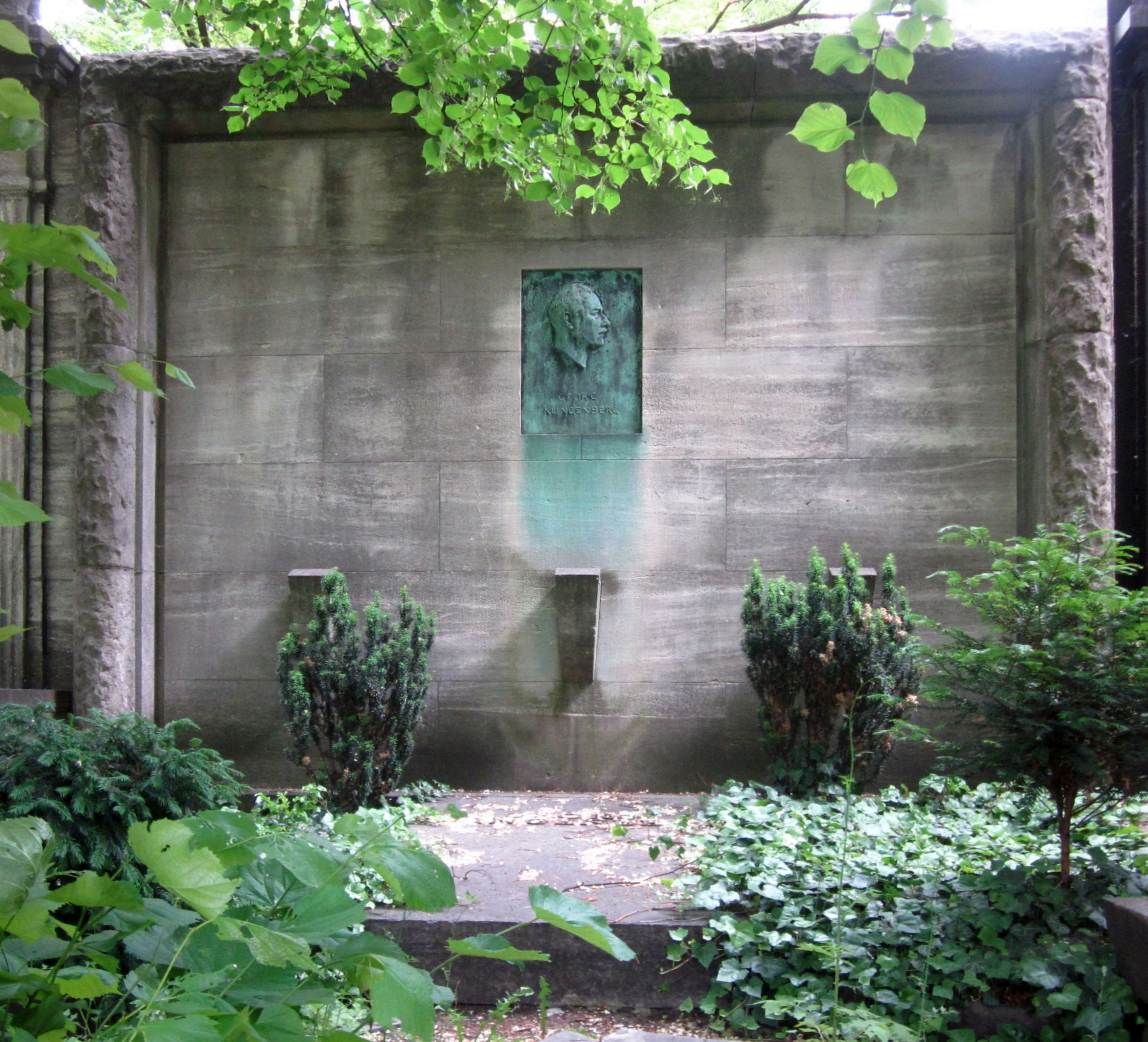
Grab von Georg Klingenberg

Georg Klingenberg heiratete am 14. Juni 1911 in Berlin Maria Karoline Kayser (* 1889), eine Tochter des Berliner Architekten Heinrich Kayser.
Klingenberg starb 1925 im Alter von 55 Jahren an den Folgen einer Lungenentzündung und wurde auf dem Dreifaltigkeitskirchhof II an der Bergmannstraße in Berlin-Kreuzberg beigesetzt, zwischen den Gräbern seines Schwiegervaters und des Malers Adolph von Menzel (Feld OM). Die Grabwand trägt ein von dem Bildhauer Fritz Klimsch geschaffenes Bronzerelief mit einem Porträt von Klingenberg. Das Grab war von 1987 bis 2009 als Ehrengrab des Landes Berlin gewidmet.

## Werk

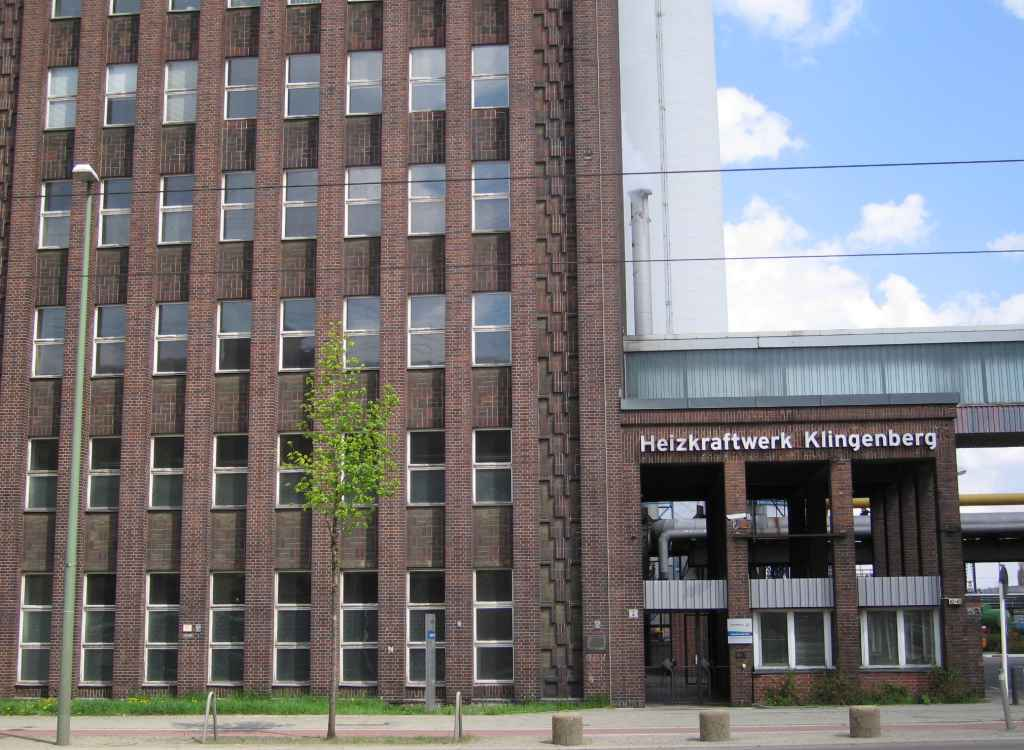
Kraftwerk Klingenberg in Berlin

Nach seinen Plänen wurden über 70 Kraftwerke erbaut, davon ca. ein Drittel im Ausland (z. B. in Baku, Barcelona, Buenos Aires und Santiago de Chile). 1909 entstand das Kraftwerk Heegermühle in Eberswalde nach seinen Plänen, dabei wurden erstmals seine Richtlinien für den Kraftwerksbau konsequent umgesetzt.
Einer der letzten von ihm konzipierten und 1925/1926 ausgeführten Kraftwerksneubauten trägt seit 1927 seinen Namen: das „Kraftwerk Klingenberg“ in Berlin-Rummelsburg.

## Veröffentlichungen
- Die Wirtschaftlichkeit von Nebenproduktanlagen für Kraftwerke. A. W. Schade, Berlin 1917.
- Die staatliche Elektrizitätsfürsorge. Springer, Berlin 1919.
- Bau großer Elektrizitätswerke. Julius Springer, Berlin 1924.